# Tumba de Javad Khan
La tumba de Javad Khan está situada en Ganyá, cerca de la Mezquita de Shah Abbas.

## Historia
En el periodo soviético, durante las excavaciones fue encontrado una tumba. Encima de esta tumba se había escrito en el árabe. Los escritos muestran que la tumba pertenece a khan de Ganyá- Javad Khan y la tumba está restaurada.
En el año 2005, gracias al apoyo de la Fundación de Heydar Aliyev, la tumba se renova y la memoria de Javad Khan se perpetúa. La forma de mausoleo es cuadrangular y se ha construido de ladrillo cocido con el estilo de la escuela arquitectónica de Aran. La tumba está cubierta con una cúpula.